# HMS Holland 3
Le HMS Holland 3 était un sous-marin britannique de classe Holland en service au sein de la Royal Navy. Il a été construit par Vickers à Barrow-in-Furness. Sa quille a été posée le 4 février 1901, il a été lancé le 9 mai 1902 et mis en service le 1er août 1902. Ayant coulé en 1911 durant des essais, il est en conséquence vendu le 7 octobre 1913.

## Historique
Début août 1902, le Lieutenant John Alfred Moreton est affecté à bord du navire-dépôt de sous-marins HMS Hazard pour prendre le commandement du sous-marin HMS Holland 3.
Avec le HMS Holland 5, le HMS Holland 3 fut l’un des deux premiers sous-marins à être admis au service dans la Royal Navy, le 19 janvier 1903. Toutefois, au moment de son lancement, il était déjà considéré comme obsolète et treize sous-marins de classe A avaient déjà été commandés.